# Liste des monuments nationaux du district de Castelo Branco
Cet article recense les monuments nationaux du district de Castelo Branco, au Portugal.

## Liste
| Site                                        | Municipalité   | Identifiant | Coordonnées                        | Image |
| ------------------------------------------- | -------------- | ----------- | ---------------------------------- | ----- |
| Château de Belmonte (pt)                    | Belmonte       | 70155       | 40° 21′ 33″ nord, 7° 20′ 54″ ouest |       |
| Tour de Centocelas (pt)                     | Belmonte       | 70345       | 40° 22′ 40″ nord, 7° 20′ 33″ ouest |       |
| Église de Santiago de Belmonte              | Belmonte       | 70532       | 40° 21′ 33″ nord, 7° 20′ 56″ ouest |       |
| Croix de São João (pt)                      | Castelo Branco | 70389       | 39° 49′ 40″ nord, 7° 29′ 36″ ouest |       |
| Musée Francisco Tavares Proença Júnior (pt) | Castelo Branco | 70390       | 39° 49′ 41″ nord, 7° 29′ 37″ ouest |       |
| Pilori de Fundão (pt)                       | Fundão         | 69816       | 40° 08′ 16″ nord, 7° 30′ 01″ ouest |       |
| Château de Monsanto                         | Idanha-a-Nova  | 69865       | 40° 02′ 08″ nord, 7° 06′ 50″ ouest |       |
| Egitânia (pt)                               | Idanha-a-Nova  | 70554       | 39° 59′ 48″ nord, 7° 08′ 38″ ouest |       |
| Château de Penamacor (pt)                   | Penamacor      | 73056       | 40° 10′ 01″ nord, 7° 09′ 57″ ouest |       |